# Dysphania transducta
Dysphania transducta är en fjärilsart som beskrevs av Walker 1861. Dysphania transducta ingår i släktet Dysphania och familjen mätare. Inga underarter finns listade i Catalogue of Life.